# Castranova
Castranova – wieś w Rumunii, w okręgu Dolj, w gminie Castranova. W 2011 roku liczyła 1941 mieszkańców.